# رمزية بوذية

عجلة دارما التي تمثل أذرعها الطريق النبيل الثماني.

الرمزية البوذية هي وسيلة الفن البوذي كي يمثل أوجه معينة من الدارما، والتي بدأت في القرن الرابع قبل الميلاد. ظهرت الرمزية التجسيمية منذ نحو القرن الأول الميلادي مع فنون ماثورا الفن اليوناني البوذي لغاندارا، ودُمجت مع الرموز السابقة. ظهرت ابتكارات رمزية مختلفة في وقت لاحق، خاصةً من خلال البوذية التبتية.

## رمزية ماهايانا

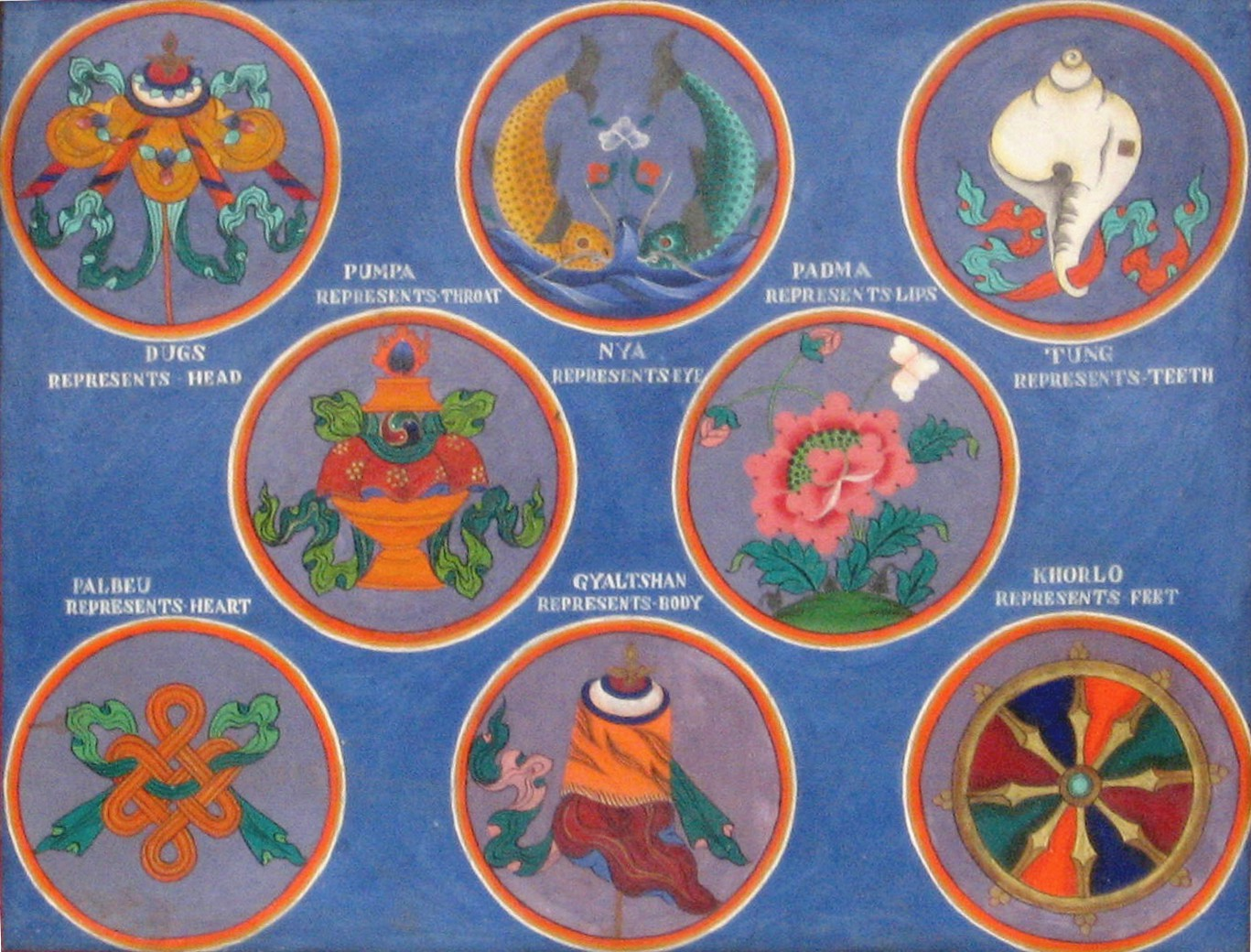
رموز الماهايانا

في مدارس الماهايانا، اتجهت الشخصيات البوذية والأشياء المقدسة نحو المعنى الباطني والرمزي. المودرا هي سلسلة من إيماءات اليد الرمزية التي تصف تصرفات الشخصيات الممثلة فقط في الفن البوذي الأكثر إثارة للاهتمام. تعمل العديد من الصور أيضًا كماندالا.
يستخدم فن ماهايانا وفاجرايانا البوذيان في كثير من الأحيان مجموعة معينة من «ثمانية رموز ميمونة» (بالسنسكريتية: aṣṭamaṅgala، وبالصينية: 八 吉祥؛ وبالبينيين: بايكسيانغ)، في الفن المحلي والعامة. انتشرت هذه الرموز مع البوذية إلى فن العديد من الثقافات، بما في ذلك الفن الهندي والتبتي والنيبالي والصيني.
وهذه الرموز هي:
1. زهرة اللوتس: رمز النقاء والتنوير.
2. عقدة لا نهاية لها، أو ماندالا: رمز الانسجام الأبدي.
3. سمكة ذهبية: رمز السعادة والحرية الزوجية.
4. شعار النصر: يمثل معركة منتصرة.
5. عجلة الدارما: رمز المعرفة.
6. إناء الكنز: يمثل الكنز والثروة التي لا تنضب.
7. مظلة: تمثيل التاج والحماية من العناصر.
8. صدفة محارة: تمثل أفكار بوذا.

في بوذية شرق آسيا، يُستخدم الصليب المعقوف على نطاق واسع كرمز للأبدية. يُستخدم لوضع علامة على المعابد البوذية على الخرائط وفي بداية النصوص البوذية. ويُعرف في التبتية الكلاسيكية باسم يونغدرونغ (وايلي: جي. يونغ درونغ) وفي التبتية القديمة، كان رمزًا تصويريًا للأبدية.
الرمز المستخدم على نطاق واسع في زن هو الإنسو، دائرة مرسومة يدويًا.

## أيقونات فاجرايانا

### العمارة التبتية البوذية

أنواع الستوبات التبتية الثمانية

رمز فاجرايانا المركزي هو الفاجرا، وهو سلاح مقدس للإله إندرا لا يمكن تدميره، مرتبط بالبرق وصلابة الماس. إنه يرمز إلى الفراغ (سونياتا) وبالتالي
طبيعة الحقيقة غير القابلة للتدمير.
تشمل رموز فاجرايانا الأخرى الغانتا (جرس الطقوس)، و بهافاكاكرا، والماندالا، ورقم 108، وعين بوذا التي تُرى بشكل شائع في ستوبا النيبالية مثل بودهاناث. هناك أيضًا العديد من المخلوقات الأسطورية المستخدمة في فاجرايانا: أسد الجليد وحصان الرياح والتنين وغارودا والنمر.
يُستخدم شعار «أوم ماني بادم هام» الشهير على نطاق واسع كرمز للتراحم ويُرى عادةً منحوتًا على الصخور وعجلات الصلاة والستوبا والفن.
تتمحور العمارة البوذية التبتية حول الستوبا، التي تسمى في تبتية وايلي: مشود رتن، شورتن. تتكون شورتن من خمسة أجزاء تمثل ماهابهوتا (خمسة عناصر). القاعدة مربعة تمثل عنصر الأرض، فوق ذلك توجد قبة تمثل الماء، على ذلك مخروط يمثل النار، على طرف المخروط هلال يمثل الهواء، داخل الهلال لهب يمثل الأثير. يمكن أيضًا أن يقال أن اتجاه اللهب إلى نقطة ما يمثل الوعي كعنصر سادس. تعرض شورتن عناصر الجسم هذه بترتيب عملية التحلل عند الموت.
غالبًا ما تكون المعابد التبتية مكونة من ثلاثة طوابق. يمكن أن تمثل الطوابق الثلاث جوانب عديدة مثل الترايكايا (ثلاثة جوانب) الخاصة ببوذا. قد يحتوي الطابق الأرضي على تمثال لبوذا التاريخي غوتاما وتصويرات للأرض وبالتالي تمثل نيرماناكايا. قد يحتوي الطابق الأرضي على بوذا وتظهر به زخرفة متقنة تمثل التسامي فوق حالة الإنسان وسامبهوغاكايا. قد يحتوي الطابق التاني على أدي- بوذا البدائي في ياب- يوم (الاتحاد الجنسي مع نظيره الأنثوي) وإلا قد يكون غير مزين ممثلًا بذلك العودة إلى الواقع المطلق و«أصل الحقيقة» دارماكايا.